# レフ・マーコフ
レフ・サーヴィチ・マーコフ（ロシア語: Лев Са́ввич Ма́ков、Lev Savich Makov、1830年 - 1883年2月27日）は、帝政ロシアの官僚、政治家。ロシア皇帝アレクサンドル2世の下で内務大臣、逓信大臣を務めた。

## 経歴・概要
近侍学校（陸軍中央幼年学校、ロシア語記事）を卒業して、軍人となり、軽騎兵隊に所属した。1857年、病気で除隊したあと内務省に入省した。内務省では内相ピョートル・ヴァルーエフの庇護を受け、農奴問題を担当する。1863年、ヴァルーエフによってヴィリノ県に派遣され、同県知事ウラジーミル・ナジーモフに仕える。1875年、ワルシャワに派遣されポーランド総督ムラヴィヨフの下で働く。1878年、内務次官に任命され、1979年、アレクサンドル・チマシェフの後任として内務大臣に就任する。1880年2月、皇帝アレクサンドル2世に対する暗殺未遂事件をきっかけに設置された最高指揮委員会長官にミハイル・ロリス＝メリコフが就任すると官僚派のマーコフと改革を志向するロリス＝メリコフは対立するようになり、最高指揮委員会廃止に伴い、ロリス＝メリコフが内相に、マーコフは内務省から分離した郵政・逓信・外国宗教問題担当相に就任した。1881年、国家評議会議員に選出されたが、1883年、ピストル自殺を遂げた。